# Zakynthos internationella flygplats
Zakynthos internationella flygplats "Dionysios Solomos" (IATA: ZTH, ICAO: LGZA) är en flygplats på ön Zakynthos, Grekland. Flygplatsen ligger nära staden Kalamaki och den håller stängt under natten för att inte störa öns utrotningshotade sköldpaddor Caretta eller "Caretta Caretta", som lägger sina ägg på stränderna på natten.
Flygplatsen ligger cirka 20 minuter från huvudstaden Zakynthos stad och de andra turistmålen som Lagana, Tsilivi och Kalamaki. Huvudsakligen landar flygplanen på bana 34, där den populära Kalamakistranden ligger bara några meter från ena banänden.